# Comuna Vratišinec, Međimurje
Vratišinec este o comună în cantonul Međimurje, Croația, având o populație de 1.984 de locuitori (2011).

## Demografie
Componența etnică a comunei Vratišinec
     Croați (98,79%)
     Necunoscut (0%)
     Neclasificat (1,01%)
Componența confesională a comunei Vratišinec
     Catolici (98,79%)
     Necunoscută (0,25%)
     Alte religii (0,96%)
Conform recensământului din 2011, comuna Vratišinec avea 1.984 de locuitori. Din punct de vedere etnic, majoritatea locuitorilor (98,79%) erau croați. Din punct de vedere confesional, majoritatea locuitorilor (98,79%) erau catolici. Pentru 0,25% din locuitori nu este cunoscută apartenența confesională.